# 바이어드 러스틴

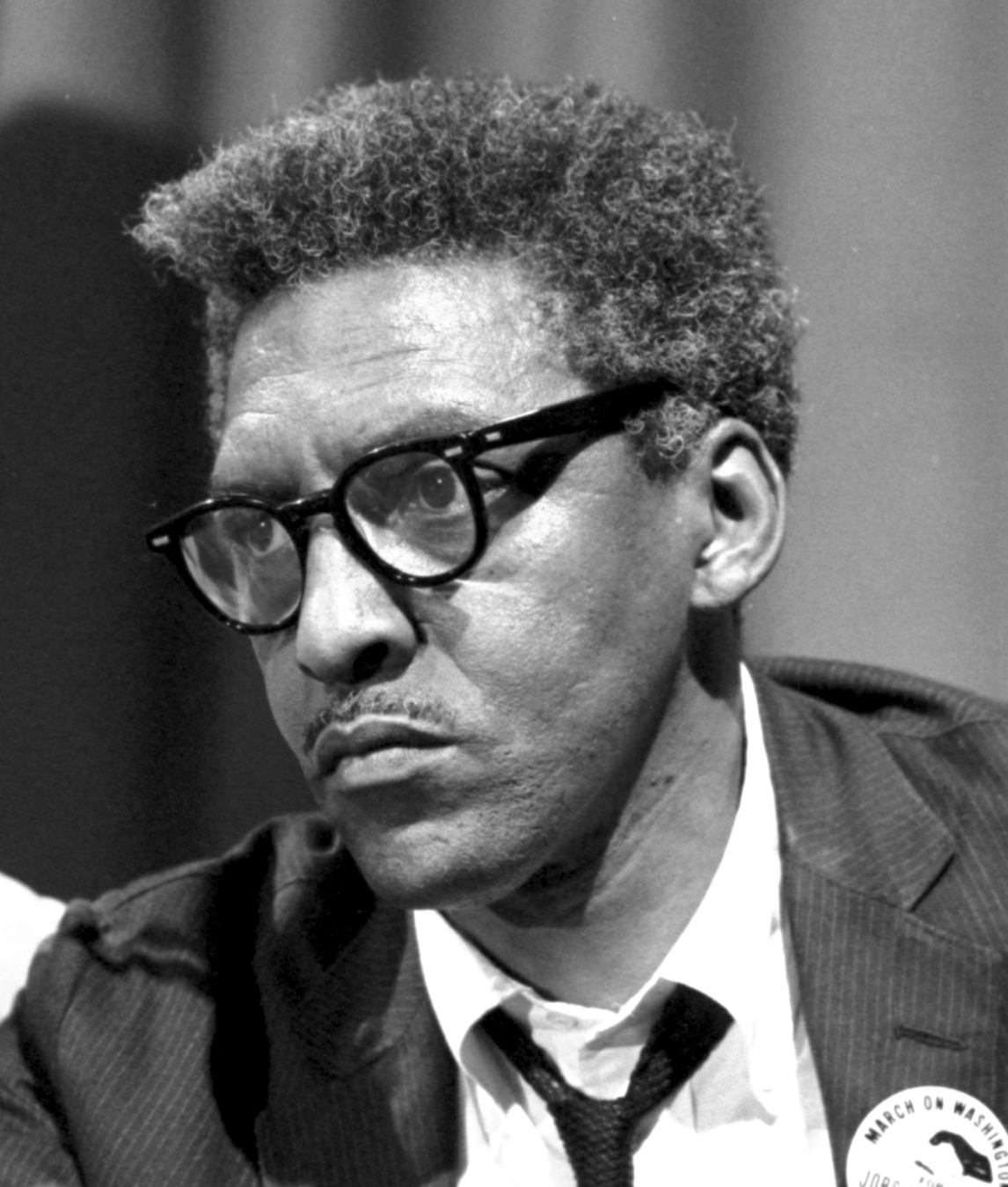
1963년 워싱턴 DC에서 찍은 바이어드 러스틴 사진

바이어드 러스틴(영어: Bayard Rustin, 1912년 3월 17일 ~ 1987년 8월 24일)은 미국의 시민권, 성소수자 권리 운동가이며 비폭력주의, 평화주의, 사회민주주의자였다. 그는 그의 가족이 인권 운동을 해온 펜실베이니아에서 태어나고 자랐으며 1936년 뉴욕시로 이주하였다. 가수 활동으로 생업을 유지하며 꾸준히 인권 운동가로서 활동하였다.
러스틴은 평화주의적인 우화회(Fellowship of Reconciliation)에서 비폭력주의를 학습하였으며, 1947년과 1955년 사이의 초기 시민권 운동에 참여하였다. 그는 마틴 루터 킹 목사의 연설에 고무되어, 훗날 마틴 루터 킹이 남부 기독교 연합 회의를 조직하는데 도움을 주었다. 간디의 비폭력주의 운동에 영향을 받아 비폭력주의 철학과 비폭력주의 저항운동에 참여하였다. 1955년부터 1968년 사이 그는 시민 운동의 주요 전략가가 되었다. 필립 랜돌프가 결성한 1963년 워싱턴 행진의 핵심 지도자로 활동하며 흑인 노동조합을 이끌었다. 러스틴의 이러한 활동들은 청년 활동가들과 비폭력주의 단체들에게도 강한 영향을 주었다. 
그는 1953년 반동성애 법에 의해 체포되기도 했던 동성애자이다. 미국에서 동성애 행위는 1990년대까지도 부정적으로 인식되어 왔으며, 2003년까지도 불법으로 취부되었다. 러스틴의 성정체성, 특히 동성애 행위로 인한 체포와 6개월간의 구금은 다른 평화주의자, 시민권 활동가들에게 비판받기도 하였으며 반대 진영으로부터 '비도덕적', '변태'라는 비난을 받으며 입지가 좁아지기도 하였다. 1960년대에 들어 그는 게이와 레즈비언의 인권 증익을 위해 활동한 대중적인 인물이 되었다.
그러나 1970년 이후 러스틴은 강한 반공주의적 입장을 띄기 시작했으며 이에 따라 사회당 지도부와의 관계도 자동적으로 소원해졌다. 1980년대에 들어서는 레이건 정부에 적극적으로 협력하기 시작했으며, 말년에는 전향한 트로츠키주의자들과 함께 신보수주의 운동의 주요 일원이 되었다.
사후인 2013년 8월, 미국 대통령인 버락 오바마는 러스틴에게 미국 최고 시민상인 대통령 자유 훈장을 수여하였다.